# Česká statistická společnost
Česká statistická společnost (ČStS) byla založena v roce 1990. Je dobrovolnou odbornou společností pracovníků statistické vědy i praxe. Jejím posláním je sdružovat široké spektrum statistiků všech zaměření, vytvářet předpoklady pro rozvoj statistiky v České republice a poskytovat svým členům odborné informace o nových poznatcích ve statistice. Společnost též napomáhá spolupráci teoretických a aplikovaných statistiků a udržování vysokých standardů ve vzdělání a statistické praxi v České republice.

## Historie
Předchůdcem České statistické společnosti byla Československá statistická společnost, jejíž existence spadá do období let 1929–1948 (s nucenou přestávkou během německé okupace).
Statistická společnost vznikla v Československu až roku 1929, mnohem později než v jiných vyspělých zemích. Teprve v průběhu 20. let se plně rozvinula práce Státního úřadu statistického (SÚS) a rozšířila se výuka statistiky na nově založených i tradičních vysokých školách. Účelem Čsl. statistické společnosti bylo sdružovat nejvýznamnější statistiky pracující v různých oborech, umožňovat jim výměnu zkušeností a podporovat vědecké bádání ve statistice. Založení Společnosti inicioval tehdejší prezident SÚS František Weyr.
Přípravný výbor se sešel 28. listopadu 1928 a projednal návrh stanov. Ustavující schůze Společnosti se pak konala 30. ledna 1929. Předsedou byl zvolen Vilibald Mildschuh, profesor statistiky a národního hospodářství na české Právnické fakultě UK. Prvním místopředsedou byl zvolen Bohdan Živanský, generální tajemník ústředny obchodních komor, druhým místopředsedou Antonín Boháč, přední představitel české demografie. Jednatelem Společnosti byl zvolen její nejmladší člen, doc. Jaroslav Janko, přednášející pojistné matematiky a statistiky na Vysoké škole speciálních nauk ČVUT. Tito představitelé vykonávali své funkce po celých deset let činnosti Společnosti. Čsl. statistická společnost byla podle svých stanov vědeckou akademií s omezeným počtem členů – na ustavující schůzi bylo zvoleno 19 řádných členů a 22 dopisujících. Ani později jejich počet nepřekročil 38. Dopisujících členů bývalo obvykle asi o desítku méně. Velká většina řádných členů byla zvolena ve věku 40–53 let. Slováků bylo mezi členy velmi málo, německé národnosti bylo 7 členů, ženy zcela chyběly.
Mezi řádnými členy Společnosti byla pochopitelně řada vysokoškolských profesorů statistiky a národního hospodářství (V. Mildschuh, Cyril Horáček starší i mladší, Karel Engliš, František X. Hodáč, Dobroslav Krejčí, z Němců Heinrich Rauchberg a Franz Xaver Weiss). Dalšími členy byli vysokoškolští učitelé pojistné matematiky a matematické statistiky (J. Janko, Emil Schönbaum, z pražské německé techniky Gustav Rosmanith). Početnou skupinu řádných členů tvořili vedoucí představitelé a specialisté ze SÚS (F. Weyr, Jan Auerhan, A. Boháč, Josef Mráz atd.), nechyběli ani představitelé hospodářské politiky a podnikatelského sektoru (B. Živanský, Kornel Stodola), vysokoškolští učitelé přírodovědných oborů (Karel Petr, František Nachtikal) apod.
První valné shromáždění Společnosti se sešlo 26. dubna 1929 a další valná shromáždění následovala v ročních intervalech. Na nich a na dalších schůzích (obvykle šestkrát za rok) vyslechli účastníci přednášky, které pokračovaly diskusemi. Texty přednášek a diskusních příspěvků pravidelně otiskoval Čs. statistický věstník (od roku 1931 Statistický obzor) a zkrácenou verzi ve francouzštině též Revue de l’Institut international de statistique, vycházející v Haagu. Činnost Společnosti byla z velké části dotována SÚS, členské příspěvky se neplatily.
Vyvrcholením činnosti Společnosti mělo být 24. zasedání Mezinárodního statistického institutu (ISI) v Praze, na jehož přípravě se velká část členů podílela. Zasedání bylo zahájeno 12. září 1938 za účasti 145 delegátů ze 33 zemí. Ale již následujícího dne muselo být zasedání předčasně ukončeno pro obavy delegátů z vypuknutí válečného konfliktu po Hitlerově štvavém projevu v Norimberku.
Poslední (10.) valné shromáždění Společnosti se konalo 24. června 1938. Úmrtí profesora statistiky na německé univerzitě Rauchberga (člena představenstva Společnosti) a předsedy Mildschuha (24. ledna 1939) symbolicky ukončila desetiletou činnost Společnosti. Mnozí členové se v následujících tragických letech stali obětí okupantů (bývalý prezident SÚS Auerhan), zemřeli (prof. Horáček starší, prof. Hodáč, prof. Nachtikal), někteří se zachránili před pronásledováním v exilu.
Po osvobození se přeživší členové pokoušeli obnovit činnost Společnosti. Přes jejich velké pracovní zatížení se podařilo zorganizovat několik členských schůzí s přednáškami a konečně 17. března 1948 nakonec i valné shromáždění. Vzhledem k nástupu komunistického režimu neměla „elitářská“ statistická společnost šanci na další existenci.
Další pokus o založení statistické společnosti v ČSR v roce 1981 iniciovaný doc. Macháčkem, profesory Jílkem a Cyhelským byl však sabotován tehdejším vedením Akademie věd.

## Vznik nové společnosti v roce 1990
K založení české statistické společnosti se přistoupilo ihned po uvolnění poměrů v roce 1990. Na Slovensku byla situace zcela odlišná, protože Slovenská demografická a štatistická spoločnosť existovala při Slovenské akadémii ved už od roku 1968. Přes názory z české i slovenské strany založit Československou statistickou společnost byla založena Česká statistická společnost, takže existovaly dvě „národní statistické společnosti“, které však spolu úzce spolupracovaly a členství v obou společnostech se vzájemně nevylučovalo. Důsledkem bylo přejmenování slovenské společnosti na Slovenská štatistická a demografická spoločnosť.
Ustavující zasedání České statistické společnosti se konalo 29. března 1990 za účasti více než 100 statistiků z vysokých škol, výzkumných ústavů a státní správy. Prvním předsedou byl zvolen prof. RNDr. Jiří Anděl, DrSc. z Matematicko-fyzikální fakulty UK. Společnost sdružila statistiky bez ohledu na obor vzdělání nebo oblast, v které působili. Kromě matematických statistiků se jedná také odborníky v oblasti hospodářské, sociální statistiky, výpočetní statistiky, biostatistiky aj.
Vznikly tři odborné sekce:
- Ekonomické a sociální statistiky,
- Statistické teorie a metod,
- Aplikací a výpočetní statistiky.

V současnosti společnost žádné sekce nemá. K 1. únoru 2021 byla založena Odborná skupina statistiků k epidemii covidu-19 věnující se problematice sběru a analýzy dat souvisejících s epidemií covidu-19. 
Od roku 1990 společnost vydává odborný časopis Informační bulletin ČStS, který v současnosti vychází čtyřikrát ročně. Kromě vědeckých příspěvků slouží k publikování přehledových a popularizačních článků v českém jazyce. Každoročně bývá obvykle vydáváno mimořádné číslo; často monotematicky zaměřené např. na problematiku statistických grafů anebo využití typografického systému LATEX.